# Acrocercops bisinuata
Acrocercops bisinuata là một loài bướm đêm thuộc họ Gracillariidae. Nó được tìm thấy ở Sri Lanka và Ấn Độ. Ấu trùng ăn Eugenia malaccensis.